# Louisa Burnaby
Caroline Louisa Cavendish-Bentinck née Burnaby (gedoopt op 5 december 1832 – Dawlish, 6 juli 1918) was een overgrootmoeder van de Britse koningin Elizabeth II.
Caroline Louisa Burnaby was een dochter van Edwyn Burnaby en Anne Caroline Salisbury. Zij huwde tweemaal. De eerste keer met dominee Charles Cavendish-Bentinck op 13 december 1859, nadat zijn eerste vrouw in 1839 overleden was. Na diens dood in 1865 hertrouwde ze, nu met Harry Warren Scott.
Met dominee Cavendish-Bentinck kreeg zij drie kinderen.
- Cecilia Nina (1862-1938)
- Ann Violet (1864 - 1932)
- Hyacinth (1864-1916)

Hun kleindochter Elizabeth huwde met de latere Britse koning George VI.